# Eilema comoreana
Eilema comoreana är en fjärilsart som beskrevs av De Toulgoët 1972. Eilema comoreana ingår i släktet Eilema och familjen björnspinnare. Inga underarter finns listade i Catalogue of Life.